# Osthimosia clavata
Osthimosia clavata är en mossdjursart som beskrevs av Campbell Easter Waters 1904. Osthimosia clavata ingår i släktet Osthimosia och familjen Celleporidae. Inga underarter finns listade i Catalogue of Life.